# Gouvernement Jäätteenmäki
République de Finlande
Lipponen II Vanhanen I
Le gouvernement Jäätteenmäki (Jäätteenmäen I hallitus, en finnois, Regeringen Jäätteenmäki, en suédois) est le gouvernement de la République de Finlande entre le 17 avril et le 24 juin 2003, durant la trente-quatrième législature de la Diète nationale.

## Coalition et historique
Il est dirigé par la nouvelle Première ministre libérale Anneli Jäätteenmäki, anciennement ministre de la Justice,.
Il est constitué d'une coalition entre le Parti du centre (Kesk), le Parti social-démocrate de Finlande (SDP) et le Parti populaire suédois (SFP), qui disposent ensemble de 117 députés sur 200 à la Diète nationale, soit 58,5 % des sièges.

### Formation
Formé à la suite des élections législatives du 16 mars 2003 il succède au second gouvernement du social-démocrate Paavo Lipponen, formé du SDP, du Parti de la Coalition nationale (Kok), de l'Alliance de gauche (Vas) et du SFP. C'est alors la première fois qu'une femme dirige le gouvernement finlandais, le pays devenant dans le même temps le premier au monde où les deux têtes de l'exécutif sont des femmes.

### Succession
Toutefois, la cheffe du gouvernement est contrainte à la démission dès le 17 juin, accusée d'avoir menti aux parlementaires et à l'opinion sur la manière dont elle s'est procuré, au cours de la campagne, des documents secrets émanant du ministère des Affaires étrangères au sujet de la guerre d'Irak,,. Elle est alors remplacée par le ministre de la Défense, Matti Vanhanen, qui forme son premier gouvernement.

## Composition
| Portefeuille                                       | Titulaire | Titulaire           | Parti |
| -------------------------------------------------- | --------- | ------------------- | ----- |
| Premier ministre                                   |           | Anneli Jäätteenmäki | Kesk  |
| Vice-Premier ministre Ministre des Finances        |           | Antti Kalliomäki    | SDP   |
| Ministre des Affaires étrangères                   |           | Erkki Tuomioja      | SDP   |
| Ministre du Commerce extérieur et du Développement |           | Paula Lehtomäki     | Kesk  |
| Ministre de la Justice                             |           | Johannes Koskinen   | SDP   |
| Ministre de l'Intérieur                            |           | Kari Rajamäki       | SDP   |
| Ministre des Affaires régionales et locales        |           | Hannes Manninen     | Kesk  |
| Ministre de la Défense                             |           | Matti Vanhanen      | Kesk  |
| Ministre de l'Éducation                            |           | Tuula Haatainen     | SDP   |
| Ministre de la Culture                             |           | Tanja Karpela       | Kesk  |
| Ministre de l'Agriculture et des Forêts            |           | Juha Korkeaoja      | Kesk  |
| Ministre des Transports et des Communications      |           | Leena Luhtanen      | SDP   |
| Ministre du Commerce et de l'Industrie             |           | Mauri Pekkarinen    | Kesk  |
| Ministre des Affaires sociales et de la Santé      |           | Sinikka Mönkäre     | SDP   |
| Ministre des Services sanitaires et sociaux        |           | Liisa Hyssälä       | Kesk  |
| Ministre du Travail                                |           | Tarja Filatov       | SDP   |
| Ministre de l'Environnement                        |           | Jan-Erik Enestam    | SFP   |
| Deuxième ministre des Finances                     |           | Ulla-Maj Wideroos   | SFP   |